# Windmühle (Wien)
Windmühle (auch: Windmühlgrund) war eine Vorstadt von Wien und von 1848 bis 1850 eine eigenständige Gemeinde. Seit 1850 ist sie ein Bezirksteil des 6. Wiener Gemeindebezirks Mariahilf.
Der untere Teil des Gebiets ist von der Stadt Wien unter dem Namen Windmühle als bauliche Schutzzone definiert, im oberen Teil gibt es die Schutzzone Haydnhaus um die gleichnamige Gedenkstätte.

## Lage
Der Windmühlgrund teilt sich in die Obere Windmühle und Untere Windmühle. Die Obere Windmühle ist ein schmales Areal im Westen des Bezirks Mariahilf, das im Norden an die Mariahilfer Straße grenzt. Entlang der Straßenzüge Stumpergasse, Liniengasse und Webgasse wird dieses Gebiet von Gumpendorf umschlossen. Die Untere Windmühle grenzt im Westen an den Bezirksteil Mariahilf und entlang der Straßenzüge Mariahilfer Straße, Königsklostergasse und Gumpendorfer Straße an die Laimgrube.

## Geschichte

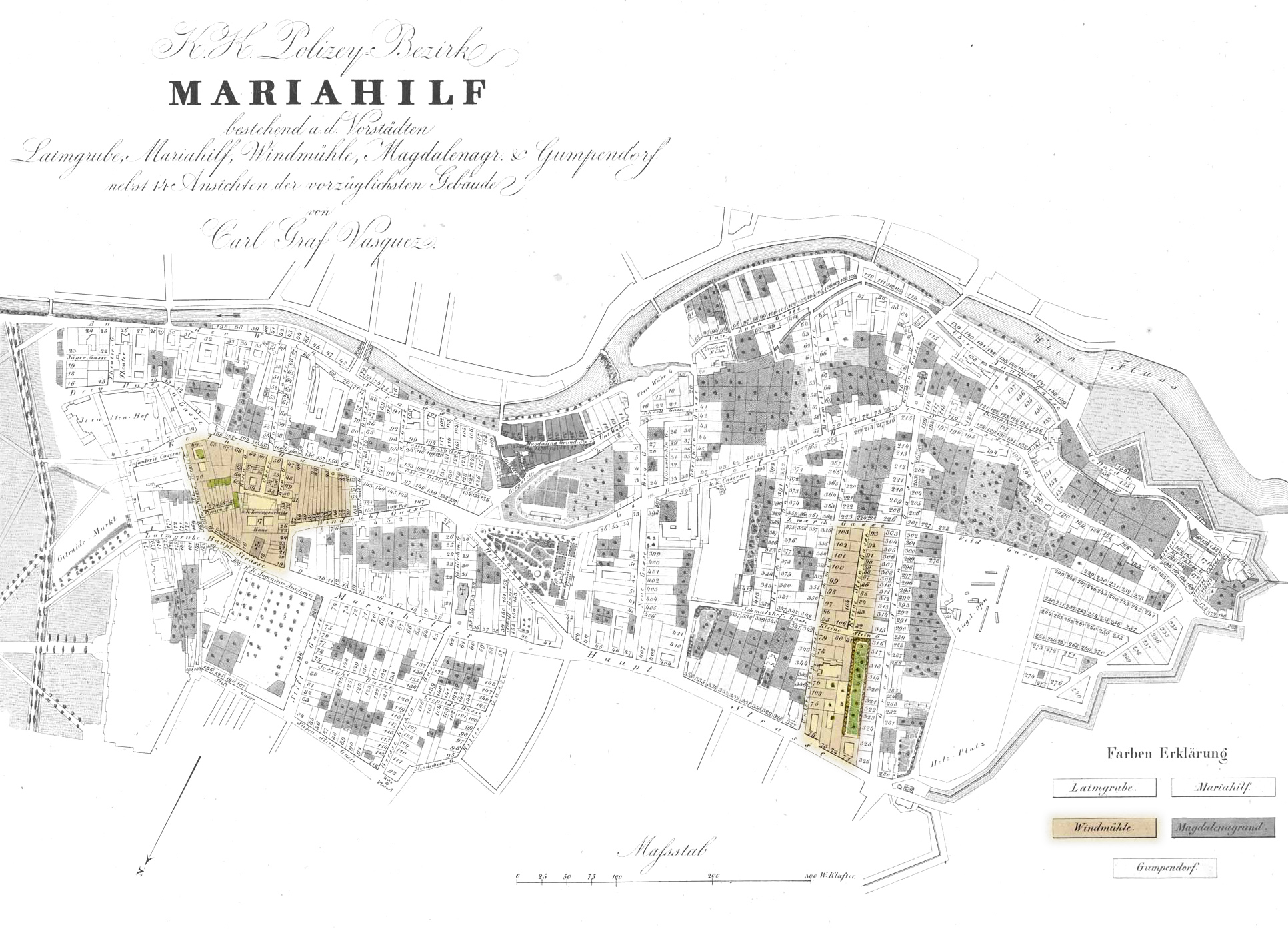
Obere und Untere Windmühle um 1830

Auf dem Gebiet des Wiener Vorortes Laimgrube befand sich seit 1354 das Theobaldkloster, das während der ersten Türkenbelagerung 1529 zerstört wurde. Der Reichsherold Johann Fracolin erhielt 1562 von Kaiser Ferdinand I. dieses verödete Grundstück, um dort Windmühlen zu errichten. Fracolin baute zwar eine einzige Windmühle, ansonsten aber ausschließlich Miethäuser. Aus dieser Siedlung entwickelte sich die Ortschaft Windmühle, die 1620 in den Besitz des Wiener Magistrats überging. Am Gelände des früheren Theobaldklosters wurde die Kirche St. Josef ob der Laimgrube errichtet.
Die Obere Windmühle wurde erst im Jahr 1780 gegründet. Der prominenteste Bewohner war der Komponist Joseph Haydn, der sich 1793 in der Kleinen Steingasse (heute: Haydngasse) ein Haus kaufte und dies von 1797 bis zu seinem Tod 1809 bewohnte. Heute ist das Haydnhaus eine Außenstelle des Wien Museums.
1850 wurde der Windmühlgrund gemeinsam mit den Vorstädten Mariahilf, Magdalenengrund, Gumpendorf und Laimgrube als 5. Bezirk Mariahilf eingemeindet. 1861 wurde Mariahilf aufgrund der Teilung Wiedens zum 6. Bezirk, ein Jahr später verlor es die Teile jenseits der Mariahilfer Straße an den 7. Bezirk Neubau.

## Persönlichkeiten
- Anton Hansch (1813–1876), Landschaftsmaler
- August Schaeffer von Wienwald (1833–1916), Maler und Direktor des späteren Kunsthistorischen Hofmuseums